# Tsubasa o Motsu Mono
De som bär vingar (翼を持つ者 Tsubasa o Motsu Mono?) är en shōjo-manga av Natsuki Takaya. Den publicerades av Hakusensha från 1995 till 1998 i tidningen Hana to Yume, och har utgivits i 6 tankōbon-volymer. 2007 återpublicerades serien, nu i 3 bunkobon-volymer.

## Story
Mangan utspelar sig under 2100-talet, då jorden så gott som förstörts av de många krig som ägt rum. De rika och militären lever under bekväma förhållanden, medan resten av världens befolkning lever i fattigdom.
Tsubasa o Motsu Mono centreras kring Kotobuki, en före detta tjuv, som försöker att hitta ett jobb att försörja sig på. Tillsammans med henne reser Raimon, som anser att ordet geni finns till för hans skull, vilket inte bara är skryt, då han är en mycket intelligent person. Han var tidigare befälhavare inom militären och jagade alltid efter Kotobuki, men nu måste han fullfölja sin dröm, vilken är att glömma allt om tjuverier och att leva med Kotobuki för alltid. Dock slutar aldrig de människor som söker efter Tsubasa, ett legendariskt föremål som uppfyller önskningar, att skapa problem för dem. Detta föremål uppenbarade sig för länge sedan, men var det för tillfället befinner sig är okänt. Alla försöker att hitta det, och använder Kotobukis and Raimons färdigheter för att göra det.

## Karaktärer
Kotobuki (寿?)
En före detta tjuv som har använt sig av sina färdigheter sedan hon var 6 år för att överleva. Hon är 15 till 16 år och är mycket vig och stark. Kotobuki gillar inte att bete sig bortskämt.
Raimon Shiragi (擂文・シラギ?)
En före detta militärbefälhavare som lämnade militären för att leva tillsammans med Kotobuki. Han är mycket smart, rent av ett geni, och tack vare sina färdigheter klarar han sig alltid ur obekväma situationer. Han älskar Kotobuki mycket och ifall någon försöker att skada henne försäkrar han sig om att de inte försöker igen.
Shouka (抄華 Shōka?)
Ledaren för en grupp tjuvar som en gång infångades av Raimon. Hennes specialitet är sprängämnen, och hon vill få Tsubasa för sig själv. Hon kan inte springa fort och har ingen som helst koordination. På grund av Raimons intelligens har hon mött mången tragedi, och hatar honom därför.
Hilt Guill (ヒルト・ギル Hiruto Giru?)
Hilt är överste, och har en stark maktställning inom militären. Han är ledaren för uppdraget att finna Tsubasa till armén, och han står direkt över Fia, Tōya och Raimon. Han avser att använda Raimon och hans talang till sin fördel, men förbryllas av Kotobuki, som på något sätt fick Raimon att lämna honom. Han är kall och manipulativ, men hans verkliga anledning till sitt beteende beror inte på en ambition för militären. Hilts sanna anledning att söka efter Tsubasa förblir dold till slutet av berättelsen.
Tōya Ingram (十夜・イグラム Tōya Iguramu?)
Touya är major i armén, och är mycket förtjust i Raimon. Han vill få tillbaka Raimon in i armén, så han försöker att separera Kotobuki och Raimon. Hans förtjusning för Raimon når nästan besatthet. Han själv är dock lyckligt gift och har ett barn.
Fia Marshel (フィーア・マイシェル Fīa Maisheru?)
Fia är överstelöjtnant. Hennes huvudvapen är en piska, men hon tvekar inte att använda pistol om det blir nödvändigt. Hon är förälskad i Hilt, så hon känner svartsjuka mot Raimon, som Hilt är besatt av (på ett icke-romantiskt sätt). Hon följer blint alla order Hilt ger.
Yan Mizuchi (ヤン・蛟?)
Är ledare för en organisation som är emot militären, kallad "Fienden". Hans första möte med Kotobuki var något ovanligt, men senare blir han en god kompanjon till Kotobuki och Raimon. Han är förälskad i Fia, även då hon endast verkar ha ögon för Hilt.
Adelaide Wilson (アデリィート・ウィルソン Aderaīdo Wiruson?)
Adelaide är både en brat och insiktsfull. Hon verkar vara ganska fäst vid Kotobuki och har följt henne och de andra sedan volym 1 av mangan. Till skillnad mot Kotobuki kommer hon från en rik familj.
Ross Corpul
Ross Corpul är en välbeställd man, med kontakter inom militären. Han är också Raimons adoptivfar. Raimon lämnade sitt hem när han var ung, på grund av att hans familj hade alltför många att sörja för. Han bad Ross att adoptera honom, och i gengäld skulle han bli en elit och hjälpa honom. Förbryllad accepterade Ross hans förslag.
Hokuto & Rikuro (六呂?)
Rikuro & Hokuto är två mystiska varelser, vilkas mysterium avslöjas först i sista volymen.
Ann
Ann ledde barnhemmet som Kotobuki bodde i, fram tills det att militären brände ned det.